# Palaeophilotes triphysina
Palaeophilotes triphysina är en fjärilsart som beskrevs av Otto Staudinger 1892. Palaeophilotes triphysina ingår i släktet Palaeophilotes och familjen juvelvingar. Inga underarter finns listade i Catalogue of Life.